# Oliv-Bastardschildkröte
Die Oliv-Bastardschildkröte (Lepidochelys olivacea) oder Pazifische Bastardschildkröte (Pazifik-Bastardschildkröte) ist eine Art aus der Familie der Meeresschildkröten, die zu der Gattung der Bastardschildkröten zählt. Ihre Namen haben die Bastardschildkröten erhalten, da sie früher als Mischlinge zwischen der Grünen Meeresschildkröte und der Unechten Karettschildkröte galten. 

## Erscheinungsbild
Die Oliv-Bastardschildkröte ist mit etwa 70 cm Körperlänge und einem Gewicht von maximal 50 kg eine der kleinsten Spezies unter den Meeresschildkröten. Sie trägt ihren Namen auf Grund der olivgrünen Färbung mit ebenfalls grünlichen Zeichnungselementen des herzförmigen Panzers. Die Färbung des Bauchpanzers ist gelblich grün. Jungtiere sind dagegen auf der Oberseite grauschwarz und auf der Unterseite cremefarben.
Die Geschlechter können daran unterschieden werden, dass Männchen einen konkaven Plastron sowie einen längeren Schwanz haben. An den Vorderfüßen weisen sie außerdem eine längere gebogene Kralle auf. Diese hilft während der Paarung dem Männchen, sich auf dem Panzer des Weibchens  festzuklammern. 
Die Oliv-Bastardschildkröte ähnelt der Atlantik-Bastardschildkröte in Aussehen und Verhalten, jene Art hat jedoch einen graugrünen Panzer und der Panzer ist kürzer und flacher.

## Verbreitungsgebiet und Ernährung

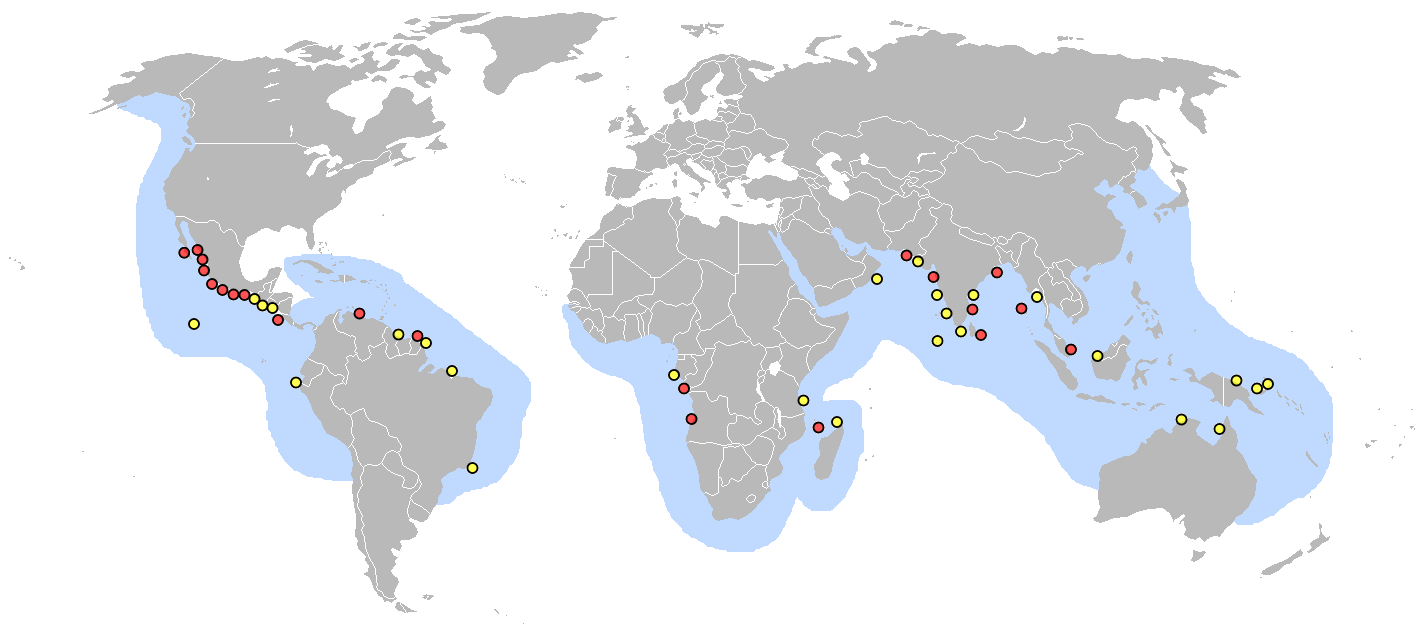
Verbreitungskarte der Art: bedeutende Nistplätze in rot, weniger bedeutende in gelb.

Die Oliv-Bastardschildkröte lebt vor allem im Indischen und Pazifischen Ozean und ist an den asiatischen und amerikanischen Küsten dieser Ozeane zu finden. Sie hält sich bevorzugt in flachen Küstengewässern auf und präferiert solche mit einem hohen Schwebstoffanteil und einer niedrigen Salinität.
Die Oliv-Bastardschildkröte ernährt sich von Seeschlangen, Krebsen, Kopffüßern, Quallen, Seeigeln und anderen Meerestieren. Die Vermutung, die Tiere ernährten sich auch von Pflanzen, wird nicht durch dokumentierte Beobachtungen gestützt. Auf der Suche nach Nahrung können sie mindestens 150 Meter tief tauchen.

## Fortpflanzung

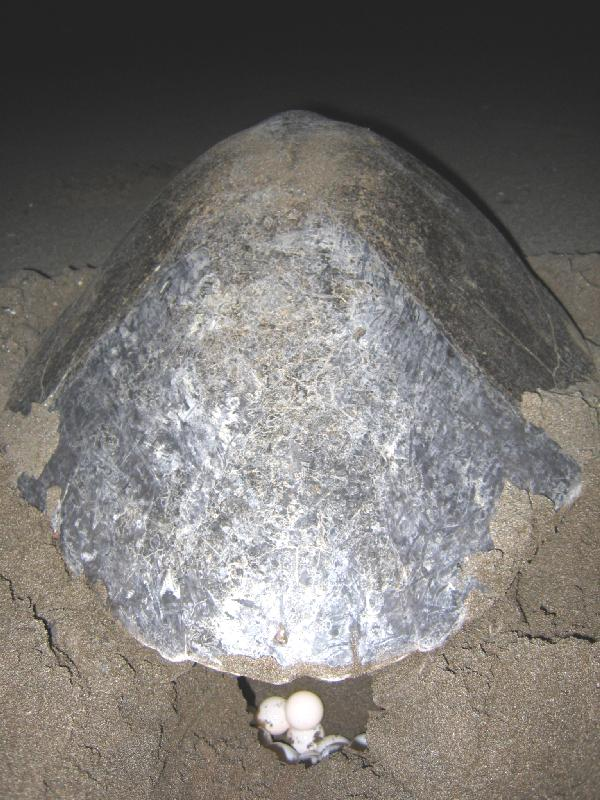
Oliv-Bastardschildkröte bei der Eiablage

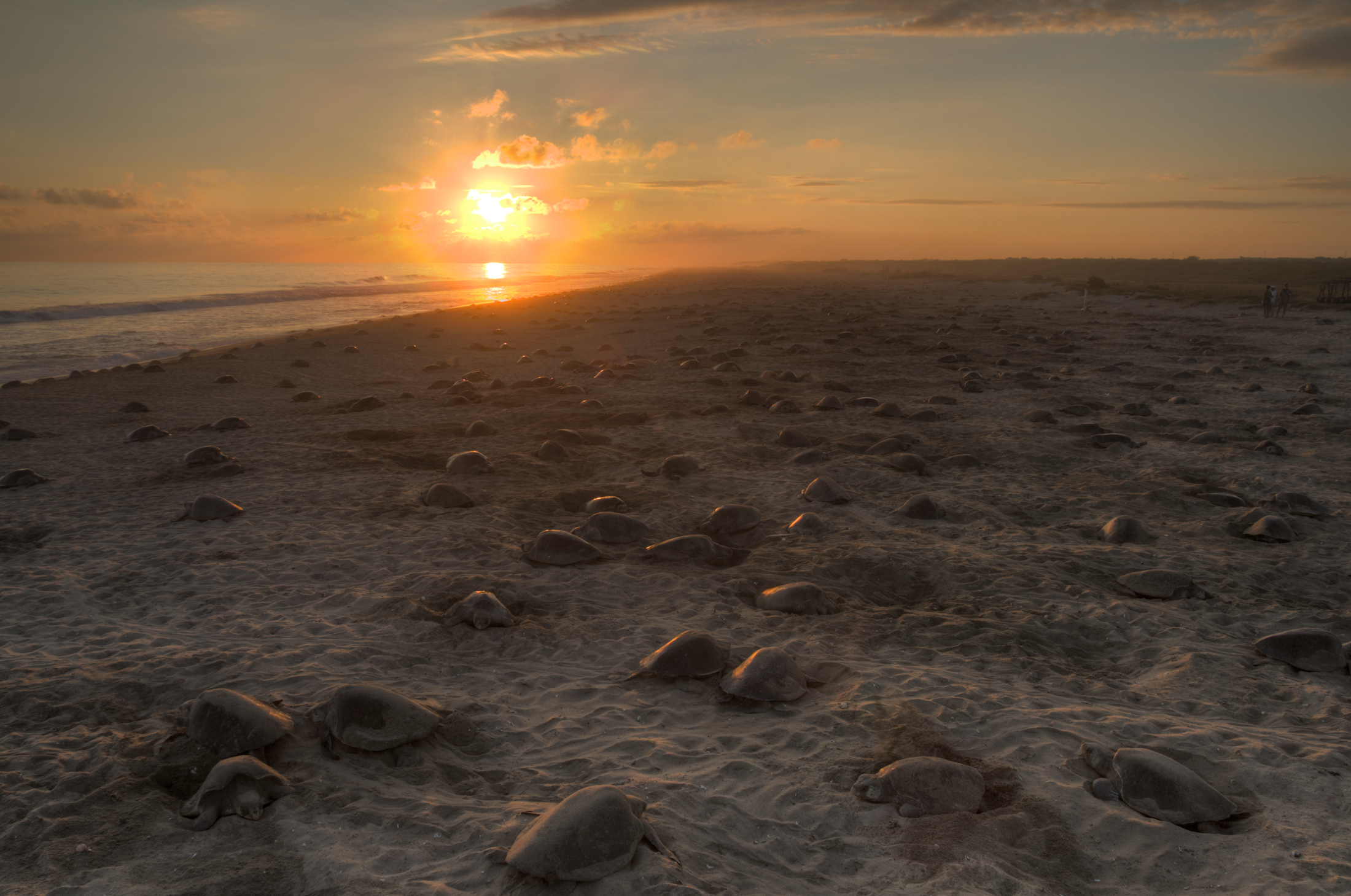
Zur Eiablage treffen jährlich tausende Weibchen im Schutzgebiet Playa de Escobilla an der mexikanischen Pazifikküste ein

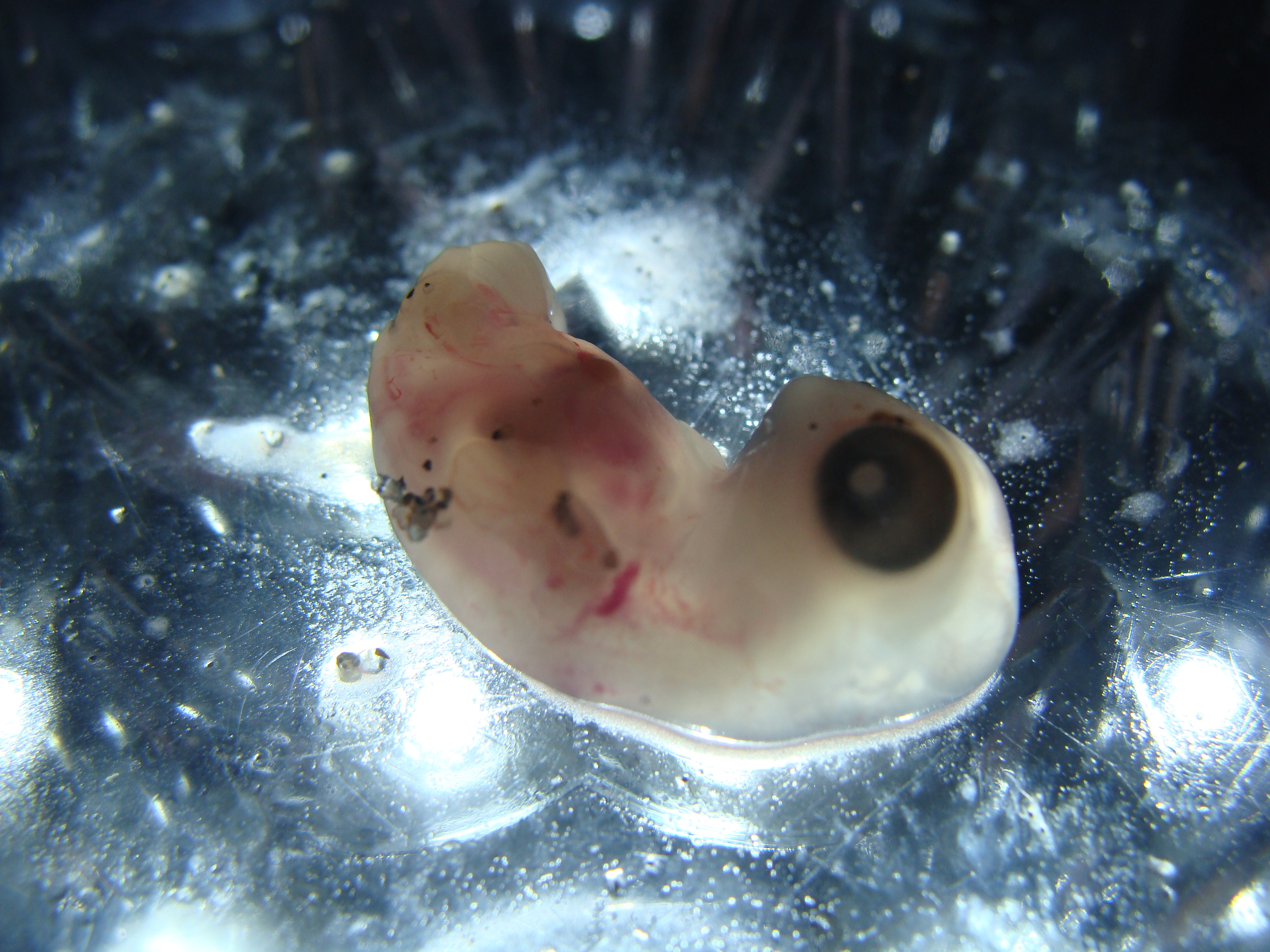
Embryo der Oliv-Bastardschildkröte

Insgesamt sind 47 Gebiete bekannt, in denen Oliv-Bastardschildkröten Eier legen.
Die beiden Arten der Bastardschildkröten sind die einzigen Arten, bei denen ein massenhaftes Anlanden an den Brutstränden beobachtet werden kann. Gelegentlich sind dabei mehrere tausend Weibchen an einem kurzen Strandabschnitt zu beobachten. Die größte indische Nistkolonie beispielsweise befindet sich bei Gatirmatha am Krishna-Godavari Becken (zwischen den Flüssen Godavari und Krishna). 1976 bis 1993 durchgeführte Langzeituntersuchungen ergaben, dass hier jährlich 130.000 bis 610.000 Weibchen der Oliv-Bastardschildkröten ihre Eier ablegen. Ebenfalls ungewöhnlich ist die Wahl der Tageszeit, da sie im Gegensatz zu anderen Meeresschildkröten zur Anlandung den hellen Tag bevorzugen, vor allem an stark windigen Tagen. Die Eiablage erfolgt allerdings nachts.
Die Gelegegröße beträgt zwischen 80 und 160 Eier. Die Brutdauer der Eier beträgt 45 bis 60 Tage. Die Schlüpflinge sind 4 Zentimeter groß und wiegen 18 bis 20 Gramm.

## Gefährdung und Bestand

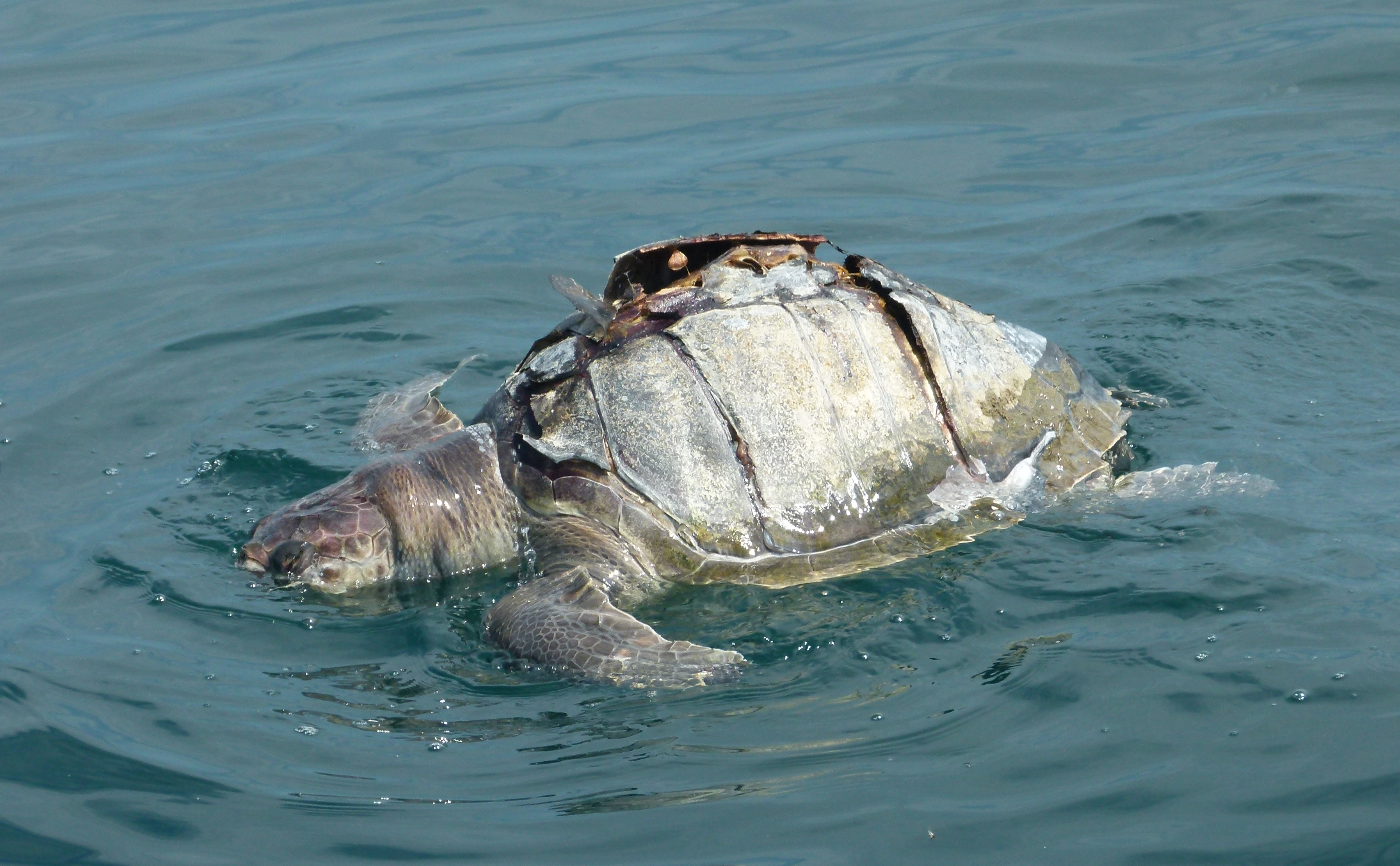
Vermutlich durch eine Schiffsschraube getötete Oliv-Bastardschildkröte

Aufgrund ihres Fleisches und ihrer Eier wurden die Oliv-Bastardschildkröten wie alle anderen Meeresschildkröten intensiv bejagt und stehen heute durch das Washingtoner Artenschutzabkommen unter internationalem Schutz. Während die Population im Atlantik weiter schwindet, scheint die Zahl der Tiere in den Randgebieten des Pazifik wieder zu steigen. Allerdings gehören Tiere der Art zum häufigsten Beifang der Langleinenfischerei vor der Küste Costa Ricas.